# Пасинки долі (роман)
«Пасинки долі» (англ. Fools of fortune) — роман ірландського Вільяма Тревора, опублікований у 1983 році видавництвом The Viking Press.

## Сюжет
Роман розповідає історію ірландської родини Квінтонів, охоплюючи період з 1918 по 1982 роки. Родина мешкає у маєтку Кілні у місті Корк та веде власну справу, володіючи млином.
Голова родини підтримує боротьбу за незалежність Ірландії та відомий ірландський революціонер Майкл Коллінз є бажаним гостем у помешканні Квінтонів.
Згодом «чорно-брунатні» спалюють Кілні та вбивають батька й двох сестер Віллі Квінтона, хлопчика, від імені якого ведеться оповідь у частині роману. Віллі рятують слуги Тім Педді та Джозефіна.
Він з матір'ю переїжджає до іншого помешкання та починає вчитися у місцевій школі, надалі продовжуючи навчатись у школі неподалік Дубліна.
На одних зі шкільних канікул він знайомиться та закохується у свою кузину Маріанну, яка з батьками приїхала у гості до Квінтонів. Та після канікул Віллі повертається до навчання.
По закінченню навчання він готується прийняти родинну справу, але його мати, яка не змогла нормально сприймати світ після загибелі чоловіка та доньок, закінчує життя самогубством. На її поховання приїжджають родичі Квінтонів та Віллі знов зустрічається з Маріанною. Деякий час вони проводять разом та Віллі часто згадує ім'я містера Радкіна, того представника «чорно-брунатних», який організував спалення їх маєтку та вбивство рідних. Після похорон, Маріанна з батьками повертається до Англії, але незабаром дізнається, що вагітна дитиною Віллі. Вона знов приїздить до Ірландії, але виявляє, що Віллі у місті немає. Маріанна намагається відшукати його, але рідні та знайомі не відповідають на її запитання.
Минає час і вона здогадується, що Віллі помстився за рідних та змушений переховуватися.
Маріанна народжує доньку, яку називає Імельдою та залишається жити в Ірландії під опікою рідної тітки Віллі, маючи надію на його повернення. Імельда зростає, також очікуючи на повернення батька, але її ідея з часом стає схожою на божевілля.
Віллі повертається додому лише через декілька десятиліть, отримавши звістку про смерть Джозефіни, яка багато років тому врятувала його.

## Сприйняття
За відгуком, опублікованим у виданні «The New York Times», «Вільям Тревор майстерно виклав 60-річну історію родини, змушуючи читача відчувати як безладдя життя, так і його сумне значення для майбутніх поколінь».
За публікацією «Kirkus Reviews», роман В. Тревора «Пасинки долі» є бездоганним.

## Відзнаки
У 1983 році твір відзначений нагородою Costa Book Awards.

## Екранізації
У 1990 році ірландським режисером Петом О'Коннором був знятий однойменний фільм.